# Scott McKenzie
Scott McKenzie, eigentlich Philip Wallach Blondheim, (* 10. Januar 1939 in Jacksonville Beach, Florida; † 18. August 2012 in Los Angeles, Kalifornien) war ein US-amerikanischer Sänger, Songwriter und Gitarrist. Weltbekannt wurde er vor allem durch das von ihm gesungene Lied San Francisco (Be Sure to Wear Flowers in Your Hair) (1967), das zu einer Hymne der Hippie-Bewegung wurde.

## Leben
Scott wurde am 10. Januar 1939 als Philip Blondheim in Jacksonville Beach, Florida geboren. Dort lebte er sechs Monate, bevor seine Familie nach Asheville, North Carolina, zog. Sein Vater verstarb bereits 1941. Er wuchs in North Carolina und Virginia auf und freundete sich in dieser Zeit mit John Phillips an, dem Sohn eines Freundes seiner Mutter (dem späteren Mitbegründer der Gruppe The Mamas and the Papas, der ihm kompositorisch auch seinen späteren Welthit San Francisco bescheren sollte).

### Musikalische Anfänge
Mitte der 1950er Jahre sang er kurz mit Tim Rose in einer Highschool-Gruppe namens The Singing Strings und gründete später, Anfang der 1960er Jahre, mit John Phillips, Mike Boran und Bill Cleary die Doo-Wop-Band The Abstracts. In New York wurden The Abstracts zu The Smoothies und nahmen zwei Singles mit Decca Records auf, die von Milt Gabler produziert wurden. Die Gruppe wurde im Wesentlichen von John Phillips geleitet. Während seiner Zeit bei The Smoothies beschloss Blondheim, seinen Namen aus geschäftlichen Gründen zu ändern:

„[Wir] traten gerade in einem der letzten großen Nachtclubs, dem Elmwood Casino in Windsor, Ontario, auf. Wir waren Teil einer Varietévorstellung, wie sie in den großen Clubs – zumindest eine kurze Zeitlang – sehr angesagt waren…drei Acts, tanzende Mädchen und das ganze Ensemble war an einer aufwändig choreographierten Bühnenproduktion beteiligt...Im Hauptact trat eine Gruppe von Comedians auf. Wie man sich vorstellen kann, gabs anschließend meist noch After-Show-Partys. Auf einer dieser Partys beklagte ich mich darüber, dass niemand meinen echten Namen verstand (die meisten verstehen ‚Blondheim‘ nicht oder sprechen es falsch aus). Ich versuchte den Leuten klarzumachen, dass es in einem Beruf, in dem es auf die schnelle Identifikation mit dem Namen ankam, definitiv ein Manko war. Daraufhin fingen alle an, einen neuen Namen für mich zu suchen. Irgendwann meinte Jackie Curtis [Comedian], er fände, ich sähe aus wie ein ‚Scottie Dog‘ (Scottish Terrier). Phillips schlug anschließend Lauras zweiten Vornamen vor (Laura Mackenzie Phillips, Tochter v. John Phillips). Da es mir nicht gefiel, ‚Scottie‘ genannt zu werden, einigten wir uns alle gemeinsam darauf, dass mein neuer Name Scott McKenzie sein sollte.“

1961 lernten Phillips und McKenzie Dick Weissman kennen, einen beachtlichen Banjospieler, und gründeten auf dem Höhepunkt der damals in den USA aufkommenden Folk-Musik-Welle die Folk-Gruppe The Journeymen, die drei Alben (inklusive Live-Dokument) und sechs Singles bei der Plattenfirma Capitol Records veröffentlichte.
Nachdem durch das Aufkommen der Beatles andere Musikstile populär wurden, verlor die Plattenfirma das Interesse und die Gruppe löste sich 1964 wieder auf. McKenzie und Weissman strebten eine Solokarriere an, während Phillips mit Denny Doherty, Cass Elliot und Michelle Phillips die Gruppe The Mamas & the Papas gründete und nach Kalifornien ging. 
McKenzie lehnte ursprünglich die Teilnahme an der Gruppe ab. 1977 sagte er in einem Interview dazu: „Ich habe versucht, herauszufinden, ob ich selbst etwas tun kann. Und ich hätte nicht gedacht, dass ich so viel Druck aushalten kann.“ Zwei Jahre später verließ er New York und unterschrieb bei Lou Adlers Ode Records. Einer der bekanntesten Künstler von Ode war damals Carole King.
Zunächst erschienen zwischen 1965 und 1966 drei Singles bei Capitol Records/Epic Records, die aber kaum Beachtung fanden. Erst die vierte Single bei Ode Records sollte den Durchbruch bringen:

### San Francisco (Be Sure to Wear Some Flowers in Your Hair)
Im Frühling 1967 nahm McKenzie den von Phillips geschriebenen Titel San Francisco (Be Sure to Wear Flowers in Your Hair) auf. Ursprünglich war San Francisco als Werbesong für das bevorstehende Monterey Pop Festival gedacht, welches u. a. von John Phillips organisiert wurde. Phillips wirkte auch als Co-Produzent mit. Bei der Aufnahme spielte Phillips Gitarre und der Session-Musiker Gary L Coleman spielte die Orchesterglocken und Glockenspiele. Die Basslinie des Songs lieferte der Sessionmusiker Joe Osborn, Hal Blaine spielte Schlagzeug.
Der Song wurde zu einem Millionenseller und zur Hymne der „Hippie-Kultur“. In vielen Ländern Nummer 1, darunter auch in Deutschland und Großbritannien, erreichte er Platz 4 in den Billboard Hot 100 und Platz 2 in den Charts des Canadian RPM Magazine. Weltweit verkaufte sich die Single über 7 Millionen Mal. Der Song wurde mehrere Male gecovert und auch in zahlreichen Filmen verwendet, bekanntestes Beispiel ist Forrest Gump.
Das Monterey Pop Festival fand schließlich vom 16. Juni bis zum 18. Juni 1967 am Monterey County Fairground in Kalifornien statt. Neben vielen anderen populären Musikern jener Zeit trat Scott McKenzie als letzter Künstler vor dem Finale mit den Mamas and Papas auf. Nach Ansage von Mama Cass wurde der Song San Francisco live aufgeführt. Noch heute gilt Monterey als musikalischer Auftakt zur so genannten „Hippie-Kultur“ (Flower Power, Love and Peace-Generation). Die Bewegung und auch die musikalische Ausrichtung jener Zeit sind eng mit den zeitgleichen Geschehnissen im Vietnamkrieg verbunden und als Konsequenz daraus zu betrachten. McKenzie hinterließ auf einer Website dazu die Bemerkung:

„Als San Francisco im Frühjahr 1967 veröffentlicht wurde, befand sich mein Land im Chaos. Bereits von politischen Attentaten heimgesucht, waren wir bitter gespalten über den eskalierenden Krieg in Vietnam und das Blutvergießen durch Hass- und Gewaltakte, von denen viele als Reaktion auf gewaltfreie Bürgerrechtsdemonstrationen und -proteste erfolgten... Selbst als so viele von uns die Hoffnung verloren hatten, als der Summer of Love zu einem Winter der Verzweiflung wurde, half uns unsere Musik, am Leben zu bleiben und uns in eine Welt zu tragen, die wir uns erhofft hatten, zu verändern…“

Da San Francisco mit weitem Abstand sein größter Hit ist, wurde er von der Öffentlichkeit stets als One-Hit-Wonder wahrgenommen. Auf der Bühne soll McKenzie einmal gesagt haben, dass für ein One-Hit-Wonder San Francisco genau der richtige Hit ist. Ferner hat McKenzie verlautbart, dass jede der Aufführungen des Songs in den USA den Vietnamveteranen gewidmet ist.

### Die Zeit nach dem Welthit und Arbeiten für andere Künstler
Mit Like an Old Time Movie gelang ihm noch ein weiterer Hit. Ebenfalls von Phillips komponiert und produziert, war dieser jedoch ein wesentlich kleinerer Hit (Nummer 24 in Großbritannien, 27 in Kanada, 36 in Deutschland). Im selben Jahr erschienenen sein erstes Solo-Album The Voice of Scott McKenzie. Da jedoch die Saison um den Hype des Sommer of Love grade am abklingen war, war das Album nur mäßig erfolgreich. Die Single Look In Your Eyes wurde wiederveröffentlicht, jedoch ohne eine nennenswerte Chart-Platzierung zu erreichen. Die beiden Hit-Singles San Francisco und Like an Old Time Movie erhielten jeweils als B-Seite ein Stück von McKenzie komponierter Trilogie What’s the Difference. Was auch bis zur darauffolgenden Single Holy Man im nächsten Jahr so fortgesetzt wurde.
1968 schrieb McKenzie für Anne Murray das Stück What About Me. Der Song wurde als Titelstück für ihr Debüt-Album verwendet und verhalf Murray wiederum zum Durchbruch.
1970 folgte wieder ein Album mit dem Titel Stained Glass Morning, das diesmal gänzlich nur aus Eigenkompositionen bestand. Inzwischen hatte Scott McKenzie der Hippie-Bewegung den Rücken gekehrt. Im Gegensatz zum radiotauglichen Vorgänger handelte es sich diesmal um ein reines Folk-Album mit reichlich Einflüssen aus Country, Blues und auch einigen Gospel-Akzenten. Der Vietnamkrieg wird diesmal auf eine gänzlich andere, nüchterne Art und Weise thematisiert. Das Album unterscheidet sich vom Vorgänger grundlegend. Es gibt im Hinblick auf die Flowerpower-Bewegung eher die klagende Stimmung einer Desillusionierung wieder. Als Single wurde lediglich das Stück Going Home Again ausgekoppelt. Weder Album noch Single wurden sonderlich beachtet.
In den frühen siebziger Jahren zog sich McKenzie aus dem musikalischen Rummel weitestgehend zurück. 1970 zog er nach Joshua Tree um, einem kalifornischen Wüstenort in der Nähe von Palm Springs.
1973 ging er für die nächsten zehn Jahre nach Virginia Beach, in Virginia. Im selben Jahr chartete nun auch der von McKenzie komponierte Song What About Me. Murrays Liveversion erreichte Platz eins in den Canadian RPM Adult Contemporary Charts und Platz zwei in den US Adult Contemporary (Billboard) Charts. Er wurde ein beachtlicher Radiohit in Kanada.
Die alte Freundschaft zwischen McKenzie und Phillips hielt über die Jahre. Beide waren Co-Autoren des 1988 veröffentlichten Nummer-eins-Hits Kokomo von den Beach Boys. Für die Beach Boys wurde der Song ein großer Erfolg und der erste Nummer-eins-Hit seit 22 Jahren. Wobei die Entstehung des Liedes auf das Jahr 1964 zurückgeht, als McKenzie und Phillips gemeinsam auf Saint Thomas lebten. Die Autorenschaft von McKenzie an diesem Lied wurde allerdings von Terry Melcher, dem Produzenten des Liedes, angezweifelt.
Gegen Ende der achtziger Jahre kam neben der Nostalgiewelle für die Sechziger auch zunehmend der Trend zur rein elektronischen Musik auf. So erschien 1989 ein ungeliebter Remix von San Francisco als Vinyl-Single.

### Nostalgiewelle und Rückbesinnung
Von 1986 bis 1998 war McKenzie Teil der Neubesetzung von The Mamas and the Papas, auch "The New Mamas and Papas" genannt und war wieder u. a. mit seinem alten Freund John Philips auf Tour. Im Zuge der Nostalgiewelle trat McKenzie aber auch solo auf. So kam es 1991 zum ersten Auftritt in der ehemaligen DDR. "Ich trat 1991 im Osten Deutschlands auf, und die Leute erzählten mir, wie viel ihnen der Song als ein Symbol des Widerstandes bedeutet hat... Ich musste Hunderte von Autogrammen in alte ostdeutsche Pässe und auf wertlose Geldscheine schreiben."
2001 erschien mit Stained Glass Reflections eine Zusammenstellung, die seine Musikalische Aktivität von 1960 bis 1970 zusammenfasst. Einbezogen sind auch Aufnahmen aus der Smoothies- und der Journeymen-Zeit. Neben allen wichtigen Stücken sind auch einige Singles enthalten, die bis dato nicht digital erhältlich waren. Außerdem enthält das Album auch sämtliche Stücke aus Stained Glass Morning. Im selben Jahr sang er beim Gedenkkonzert für seinen verstorbenen langjährigen Freund John Phillips.
2002 sang er seinen größten Hit beim 20. Jahrestag der Einweihung der Vietnam-Gedenkmauer. 2003 trat Scott McKenzie bei einem PBS Folk Special auf. Im selben Jahr kam er zur Verleihung des Quadriga Preises nach Berlin.
Im März 2005 nahm McKenzie an einem Konzert unter dem Titel My Generation - the 60’s Experience teil, das von PBS ausgestrahlt wurde. Neben seinem Welthit San Francisco spielte er unangekündigt den Song We’ve Been Asking Questions, den John Phillips kurz vor seinem Tod im Jahr 2001 geschrieben hatte.
Im Jahr 2009 nahm Scott Denny Dohertys Song Gone to Sea Again auf. Danach zog er sich endgültig aus dem Musikgeschäft zurück.
2010 erschien noch ein Sampler-Album unter dem Titel Many Mamas, Many Papas, der die späten Jahre der wiederbelebten Mamas and Papas durch John Philips dokumentiert, auf dem u. a. auch McKenzie gesanglich und kompositorisch vertreten ist. Zusätzlich erhielt der Sampler die Bezeichnung John Phillips feat. Denny Doherty, Spanky McFarlane, MacKenzie Phillips & Scott McKenzie.
McKenzie starb nach Angaben seines Freundes Gary Hartman am 18. August 2012 im Alter von 73 Jahren an den Folgen des Guillain-Barré-Syndroms.
Posthum wurde im September 2012 McKenzies Single San Francisco in leicht veränderter Form erneut in den deutschen Single-Charts veröffentlicht. Sie stieg auf Platz 86 ein und hielt sich eine Woche. Im selben Jahr erschien mit In Memoriam eine EP (Iris Music), die Aufnahmesessions vom September 1964 aus NYC enthält, darunter auch einige Stücke, die vor San Francisco als Single erschienen waren und bisher nicht digital zur Verfügung standen. Am 21. Mai 2018 erschien auf I-Tunes-Apple, Napster und Amazon eine hochwertige Live-Version von San Francisco aus dem Jahr 1974 als Singledownload (Sunset Blvd. Records).

## Diskografie
Mit The Smoothies
- 1960: Softly / Joanie (Single)
- 1961: Lonely Boy And Pretty Girl / Ride, Ride, Ride (Single)

Mit The Journeymen
- 1961: The Journeymen (Studioalbum)
- 1962: Coming Attraction – Live! (Livealbum)
- 1963: New Directions In Folk Music (Studioalbum)

### Studioalben
| Jahr | Titel Musiklabel | Höchstplatzierung, Gesamtwochen, AuszeichnungChartplatzierungen (Jahr, Titel, Musiklabel, Platzierungen, Wochen, Auszeichnungen, Anmerkungen) | Höchstplatzierung, Gesamtwochen, AuszeichnungChartplatzierungen (Jahr, Titel, Musiklabel, Platzierungen, Wochen, Auszeichnungen, Anmerkungen) | Höchstplatzierung, Gesamtwochen, AuszeichnungChartplatzierungen (Jahr, Titel, Musiklabel, Platzierungen, Wochen, Auszeichnungen, Anmerkungen) | Höchstplatzierung, Gesamtwochen, AuszeichnungChartplatzierungen (Jahr, Titel, Musiklabel, Platzierungen, Wochen, Auszeichnungen, Anmerkungen) | Höchstplatzierung, Gesamtwochen, AuszeichnungChartplatzierungen (Jahr, Titel, Musiklabel, Platzierungen, Wochen, Auszeichnungen, Anmerkungen) | Anmerkungen                |
| Jahr | Titel Musiklabel | DE | AT | CH | UK | US | Anmerkungen                |
| ---- | --- | --- | --- | --- | --- | --- | -------------------------- |
| 1967 | The Voice of Scott McKenzie auch bekannt als: San Francisco (Be Sure to Wear Flowers in Your Hair) Ode Records (US), CBS | DE39 (1 Wo.)DE | — | — | — | US127 (7 Wo.)US | Erstveröffentlichung: 1967 |
| 1970 | Stained Glass Morning Ode Records (US), A&M Records                                                                      | — | — | — | — | — | Erstveröffentlichung: 1970 |

grau schraffiert: keine Chartdaten aus diesem Jahr verfügbar
Weitere Alben
- 1991: San Francisco – The Very Best of
- 1998: Spirit Voices
- 2001: Stained Glass Reflections: Anthology, 1960–1970[18]
- 2005: Superhits[30]
- 2012: In Memoriam (EP)[31]
- 2020: Ten Songs for You[32]

### Singles
| Jahr | Titel Album                                                                      | Höchstplatzierung, Gesamtwochen, AuszeichnungChartplatzierungen (Jahr, Titel, Album, Platzierungen, Wochen, Auszeichnungen, Anmerkungen) | Höchstplatzierung, Gesamtwochen, AuszeichnungChartplatzierungen (Jahr, Titel, Album, Platzierungen, Wochen, Auszeichnungen, Anmerkungen) | Höchstplatzierung, Gesamtwochen, AuszeichnungChartplatzierungen (Jahr, Titel, Album, Platzierungen, Wochen, Auszeichnungen, Anmerkungen) | Höchstplatzierung, Gesamtwochen, AuszeichnungChartplatzierungen (Jahr, Titel, Album, Platzierungen, Wochen, Auszeichnungen, Anmerkungen) | Höchstplatzierung, Gesamtwochen, AuszeichnungChartplatzierungen (Jahr, Titel, Album, Platzierungen, Wochen, Auszeichnungen, Anmerkungen) | Anmerkungen                        |
| Jahr | Titel Album                                                                      | DE | AT | CH | UK | US | Anmerkungen                        |
| ---- | -------------------------------------------------------------------------------- | --- | --- | --- | --- | --- | ---------------------------------- |
| 1967 | San Francisco (Be Sure to Wear Flowers in Your Hair) The Voice of Scott McKenzie | DE1 (13 Wo.)DE | AT1 (16 Wo.)AT | CH8 (3 Wo.)CH | UK1 Silber · (17 Wo.)UK | US4 (12 Wo.)US | Erstveröffentlichung: 4. Mai 1967  |
| 1967 | Like an Old Time Movie The Voice of Scott McKenzie                               | DE36 (2 Wo.)DE | — | — | UK50 (1 Wo.)UK | US24 (7 Wo.)US | Erstveröffentlichung: Oktober 1967 |

grau schraffiert: keine Chartdaten aus diesem Jahr verfügbar
Weitere Singles
- 1965: Look in Your Eyes / All I Want is You[5]
- 1965: There Stand the Glass / Wipe the Tears (From Your Eyes)[6]
- 1966: No, No, No, No, No / I Want to be Alone[7]
- 1970: Going Home Again / Take a Moment[34]
- 1989: San Francisco ’89 (Remix ’89)[15]
- 2009: Gone to Sea Again (nur Download)[22]
- 2018: San Francisco (Live 1974) (Singledownload)[25]

### Gastbeiträge
Mit The New Mamas and Papas
- 2010: Many Mamas, Many Papas – John Phillips feat. Denny Doherty, Spanky McFarlane, MacKenzie Phillips & Scott McKenzie[23]

## Musikvideos
- 1967: San Francisco (Be Sure to Wear Flowers in Your Hair)[35]
- 1967: Like an Old Time Movie[36]